# Bill Guerin
William Robert "Bill" Guerin (Worcester, Massachusetts, 1970. november 9. –) amerikai profi jégkorongozó.

## Karrier
Komolyabb junior karrierjét a NEJHL-es Springfield Olympicsban kezdte 1985-ben. Ebben a junior csapatban 1989-ig játszott. Még ebben az évben felvételt nyert a Boston College-ra és egyetemi csapatban játszott tovább ahol 1989–1991 között volt csapattag. Az 1989-es NHL-drafton a New Jersey Devils választotta ki az első kör 5. helyén. Felnőtt pályafutását az AHL-es Utica Devilsben kezdte 1991-ben és még ebben az évben bemutatkozhatott az NHL-ben a New Jersey Devilsben öt mérkőzésen és ezeken egy asszisztot jegyzett. A következő szezont még a farmcsapatban kezdte de a szezonból 68 mérkőzést már az NHL-ben játszott. 1994–1995-ben a New Jersey Devilsszel Stanley-kupa győztes lett. 1998. január 4-ig játszott a New Jerseyben amikor is az Edmonton Oilersbe került. Az edmontoni csapatban 2000. november 15-ig szerepelt. Legjobb szezonjában 30 gólt ütött. Ezután a Boston Bruins játékosa lett 2002-ig és itt érte el élete legjobb idényét (41 gólt ütött valamint a 2001-es All-Star Gálán neki ítélték oda az MVP címet). A holt szezonban a Dallas Stars leigazolta, mint szabadügynök öt évre. Dallasban várakozás alatt teljesített és a 2005–2006-os szezont követően a csapat kivásárolva szabad listára tette. Ez azt jelent hogy a hátra lévő két évben kapható fizetésének a 2/3-ád megkapta vagyis a 6,7 millió dolláros évi fizetését 4,4-re csökkentve két éven át megkapta. 2006. július 3-án a St. Louis Blues-zal egyéves szerződést kötött 2 millió dollárért. Itt egy sorban játszott korábbi válogatottbeli csapattársával Doug Weighttel és a megtalálta a góllövő botját. A 2007-es NHL All-Star Gálán ő képviselte a Blues csapatát. 2007. február 2-án ő lett a 214. játékos aki 1000 meccset játszott a ligában. A Bluesban mindössze 61 mérkőzést játszott. 2007. február 27-én szezon közben a San Jose Sharks leigazolta Ville Nieminenért és Jay Barriballért valamint egy első körös draftjogért. A Sharksban csak 16 mérkőzésen és kilenc rájátszás mérkőzésen lépett jégre. 2007. július 5-én kétéves szerződést írt alá az New York Islandersszel majd július 9-én csapatkapitánnyá nevezték ki így ő a 11. kapitány az Islanders történetében. Az Islandersben 142 mérkőzést játszott és összesen 80 pontot szerzett valamint a csapat nem jutott be a rájátszásba. 2009. március 4-én az átigazolási idő lejárta előtt az Islandersből a Pittsburgh Penguinsbe került egy harmadik körös draftjogért. A Penguinsben megszerezte 800. karrier pontját és 14 év után ismét felért a csúcsra mert a pittsburghi csapat 2009-ben megnyerte a Stanley-kupát. 2009 nyarán egyéves szerződés hosszabbítást kötött a Penguinsszel így a 2009–2010-es szezont is a csapatban töltötte. 78 mérkőzésen 45 pontot szerzett. A rájátszásban remek teljesítményt nyújtott. 2010. december 6-án bejelentette a visszavonulását.

## Nemzetközi szereplés
Első nemzetközi szereplése az amerikai válogatottban az 1989-es junior jégkorong-világbajnokság volt ahol a csapat az 5. lett. Az 1990-es junior jégkorong-világbajnokságon is képviselte hazáját. Ekkor 7 mérkőzésen pont nélkül maradt és a csapat majdnem kiesett az A csoportból. 1991–1992 között 46 mérkőzést játszott a felnőtt válogatottban. A következő nagy tornája az 1996-os jégkorong-világkupa volt ahol nem játszott jól de a csapat várakozáson felül teljesített és megszerezték az aranyérmet. Részt vehetett az 1998. évi téli olimpiai játékokon, ahol a negyeddöntőben kikaptak a csehektől. Következő nemzetközi tornája a 2002. évi téli olimpiai játékok volt, ahol a döntőben kikaptak a nagy rivális kanadai válogatottól. A 2004-es jégkorong-világkupára is meghívták. Ezen a tornán az elődöntőben kaptak ki a finnektől. Utolsó válogatottbeli szereplése és nagy világeseménye a 2006. évi téli olimpiai játékok volt, ahol nem tudtak úgy játszani, mint négy évvel korábban és a negyeddöntőben kikaptak a finnektől.

## Díjai, kitüntetései
- Stanley-kupa: 1995, 2009
- All-Star Gála: 2001, 2003, 2004, 2007
- All-Star Gála MVP: 2001
- Jégkorong világkupa aranyérem: 1996
- Olimpiai ezüstérmem: 2002
- NHL Második All-Star Csapat: 2001

## Karrier statisztika
| 1989–1990       | Boston College      | HE              | 39    | 14  | 11  | 25  | 64    | —   | —  | —  | —  | —   |
| 1990–1991       | Boston College      | HE              | 38    | 26  | 19  | 45  | 102   | —   | —  | —  | —  | —   |
| 1991–1992       | Utica Devils        | AHL             | 22    | 13  | 10  | 23  | 6     | 4   | 1  | 3  | 4  | 14  |
| 1991–1992       | New Jersey Devils   | NHL             | 5     | 0   | 1   | 1   | 9     | 6   | 3  | 0  | 3  | 4   |
| 1992–1993       | Utica Devils        | AHL             | 18    | 10  | 7   | 17  | 47    | —   | —  | —  | —  | —   |
| 1992–1993       | New Jersey Devils   | NHL             | 65    | 14  | 20  | 34  | 63    | 5   | 1  | 1  | 2  | 4   |
| 1993–1994       | New Jersey Devils   | NHL             | 81    | 25  | 19  | 44  | 101   | 17  | 2  | 1  | 3  | 35  |
| 1994–1995       | New Jersey Devils   | NHL             | 48    | 12  | 13  | 25  | 72    | 20  | 3  | 8  | 11 | 30  |
| 1995–1996       | New Jersey Devils   | NHL             | 80    | 23  | 30  | 53  | 116   | —   | —  | —  | —  | —   |
| 1996–1997       | New Jersey Devils   | NHL             | 82    | 29  | 18  | 47  | 95    | 8   | 2  | 1  | 3  | 18  |
| 1997–1998       | New Jersey Devils   | NHL             | 19    | 5   | 5   | 10  | 13    | —   | —  | —  | —  | —   |
| 1997–1998       | Edmonton Oilers     | NHL             | 40    | 13  | 16  | 29  | 80    | 12  | 7  | 1  | 8  | 17  |
| 1998–1999       | Edmonton Oilers     | NHL             | 80    | 30  | 34  | 64  | 133   | 3   | 0  | 2  | 2  | 2   |
| 1999–2000       | Edmonton Oilers     | NHL             | 70    | 24  | 22  | 46  | 123   | 5   | 3  | 2  | 5  | 9   |
| 2000–2001       | Edmonton Oilers     | NHL             | 21    | 12  | 10  | 22  | 18    | —   | —  | —  | —  | —   |
| 2000–2001       | Boston Bruins       | NHL             | 64    | 28  | 35  | 63  | 122   | —   | —  | —  | —  | —   |
| 2001–2002       | Boston Bruins       | NHL             | 78    | 41  | 25  | 66  | 91    | 6   | 4  | 2  | 6  | 6   |
| 2002–2003       | Dallas Stars        | NHL             | 64    | 25  | 25  | 50  | 113   | 4   | 0  | 0  | 0  | 4   |
| 2003–2004       | Dallas Stars        | NHL             | 82    | 34  | 35  | 69  | 109   | 5   | 0  | 1  | 1  | 4   |
| 2005–2006       | Dallas Stars        | NHL             | 70    | 13  | 27  | 40  | 115   | 5   | 3  | 1  | 4  | 0   |
| 2006–2007       | St. Louis Blues     | NHL             | 61    | 28  | 19  | 47  | 52    | —   | —  | —  | —  | —   |
| 2006–2007       | San Jose Sharks     | NHL             | 16    | 8   | 1   | 9   | 14    | 9   | 0  | 2  | 2  | 12  |
| 2007–2008       | New York Islanders  | NHL             | 81    | 23  | 21  | 44  | 65    | —   | —  | —  | —  | —   |
| 2008–2009       | New York Islanders  | NHL             | 61    | 16  | 20  | 36  | 63    | —   | —  | —  | —  | —   |
| 2008–2009       | Pittsburgh Penguins | NHL             | 17    | 5   | 7   | 12  | 18    | 24  | 7  | 8  | 15 | 15  |
| 2009–2010       | Pittsburgh Penguins | NHL             | 78    | 21  | 24  | 45  | 75    | 11  | 4  | 5  | 9  | 2   |
| NHL Összesített | NHL Összesített     | NHL Összesített | 1,263 | 429 | 427 | 856 | 1,660 | 140 | 39 | 35 | 74 | 162 |